# Șaba-Târg, Cetatea Albă
Șaba-Târg, alteori Șaba (în ucraineană Шабо, transliterat: Șabo) este localitatea de reședință a comunei Șaba din raionul Cetatea Albă, regiunea Odesa, Ucraina.

## Istoric
Localitatea a fost înființată de către cinci familii sosite din Elveția în timpul perioadei de colonizări țariste a Bugeacului, în prima jum. a sec. al XIX-lea. În anul 1819, în localitate este ridicată și sfințită biserica Sf. Nicolae.

## Demografie
Componența lingvistică a localității Șaba-Târg
     Ucraineană (64,04%)
     Rusă (33,98%)
     Alte limbi (1,54%)
Conform recensământului din 2001, majoritatea populației localității Șaba-Târg era vorbitoare de ucraineană (64,04%), existând în minoritate și vorbitori de rusă (33,98%).